# 消えた16mmフィルム
『消えた16mmフィルム』（きえたじゅうろくミリフィルム、Shirkers）は、シンガポール出身のサンディ・タン監督による2018年のアメリカ合衆国のドキュメンタリー映画である。
サンダンス映画祭でプレミア上映され、ワールド・シネマ・ドキュメンタリー監督賞を獲得した。この他にゴッサム・インディペンデント映画賞ドキュメンタリー賞にノミネートされた。
2018年10月26日よりNetflixで配信されている。

## 製作
1992年、サンディ・タンは友人のジャスミン・ウン、ソフィー・シディーク、そして映画の師匠であるジョージ・カルドナと共に自主映画『シャーカーズ』を撮った。撮影終了後、3人はカルドナに素材映像を預けて留学するが、戻ってくると彼はそれを持ち去って消息を絶ち、以後彼女たちの前に姿を現さなかった。
20年後、カルドナの妻からタンにEメールが届き、その10年前に彼が亡くなっており、オーディオ・トラックが欠けた素材映像が残されていることが知らされる。それから数年かけてタンは素材映像をデジタル化し、映画の製作背景を描いたドキュメンタリーを作り上げた。

## 評価

### 批評家の反応
Rotten Tomatoesでは50件のレビューで支持率は100%、平均点は8.5/10となった。またMetacriticでの加重平均値は20件のレビューに基づいて88/100と示された。

### 受賞とノミネート
| 年   | 映画祭・賞                         | 部門                                     | 対象                                                 | 結果       |
| ---- | ---------------------------------- | ---------------------------------------- | ---------------------------------------------------- | ---------- |
| 2018 | サンダンス映画祭                   | ワールド・シネマ・ドキュメンタリー監督賞 | 『消えた16mmフィルム』                               | 受賞       |
| 2018 | ゴッサム・インディペンデント映画賞 | ドキュメンタリー賞                       | 『消えた16mmフィルム』                               | ノミネート |
| 2018 | ロサンゼルス映画批評家協会賞       | ドキュメンタリー映画賞                   | 『消えた16mmフィルム』                               | 受賞       |
| 2019 | インディペンデント・スピリット賞   | 長編ドキュメンタリー賞                   | サンディ・タン、ジェシカ・レヴィン、マーヤ・ルドルフ | 未決定     |